# Željnske jame
Željnske jame se nahajajo med Željnami in Šalko vasjo vzhodno od Kočevja. Največja značilnost jam je, da se nahajajo zelo plitko pod površjem. Imajo tanek strop in številna naravna okna. Zato si vse lahko ogledamo od spodaj in od zgoraj. Jamski stropovi so debeli le nekaj metrov. So izjemno zanimiv, okoli 1600 m dolg vodoraven jamski sistem z več kot desetimi vhodi. Potok se pretaka pod Kočevskim rogom proti Podturnu, kjer se pojavi v izviru Radeščice, desnem pritoku Krke. Vmes se tik za Željnskimi jamami na površju pojavi še dvakrat. Siga (kapniki) je ohranjena le na pred mrazom zaščitenih delih jame, saj pade temperatura v zimskem času tudi pod ledišče, pri tem pa siga zaradi zmrzali razpada.

## Naravni spomenik
Željnske jame so na seznamu najpomembnejše naravne dediščine Slovenije in z odlokom Občine Kočevje razglašene za naravni spomenik lokalnega pomena. Zaradi številnih udorov so nastala številna naravna okna in mostovi, ki dajejo Željnskim jamam zaradi igre svetlobe, ki zato nastaja, poseben čar. Jame imajo zato več vhodov in so razmeroma lahko dostopne, vegetacija v njih pa je vzorčni primer oblik prilagajanja rastlin na različne svetlobne razmere. Edina navedba o proteusu v jami je vprašljiva zaradi ponornega značaja podzemnih potokov, potrjeno pa živi v bližnjih kraških izvirih in jamah.

## Deli Željnskih jam
Željnske jame so sestavljene iz več jam: Mala jama, Jama pri gostilni, Jama pod Šalko vasjo, Jame pri koritu, Ciganska jama. Najbolj znana je slednja. Jame povezujejo številni rovi, znana sta Črni in Blatni rov. Najlepše je zasigana dvorana Kapelica, pozimi pa so zanimivi številni ledeni kapniki. V jamski sistem ponikajo tri potoki, na podzemni poti dobijo še več manjših pritokov.

## Zgodovina jam
Jame so bile naseljene že mlajšem paleolitiku - gravettienska kultura -, za kar nam pričajo arheološki ostanki. Med izkopavanji, ki jih je v Ciganski jami pod vodstvom Mitje Brodarja vršila SAZU, so našli razen ostankov oglja tudi živalskih kosti - predvsem svizca - različno kamnito orodje: strgala, kline, praskala, koščena šila,...
Valvasor v Slavi Vojvodine Kranjske omenja Željnske jame kot priljubljeno sprehajališče kočevskih meščanov.
Leta 1748 je v svojem poročilu omenil in objavil načrt Željnskih jam dvorni matematik in naravoslovec Jožef Anton Nagel, ki je prišel na Štajersko in Kranjsko, da bi tam preučil naravne znamenitosti in potem poročal o rezultatih svojih raziskav.
Obdobje izkopavanja rjavega premoga pri Kočevju je bilo povezano s temno platjo industralizacije - z izpiranjem premoga ter nekontroliranim odvajanjem premogovega prahu v okolje. Prah je Rudniški potok zanašal v jamo, kjer se ga je zaradi nizkega vodnega gradienta in zmanjšanja vodozbirnega območja (nekdaj je segalo na območje Rudniškega jezera, sedaj se slednje odvaja v Rinžo) odložilo nekaj metrov na debelo, zaneslo pa ga je celo v izvire Radeščice. Premogov prah je med letoma 1970 in 1972 zaprl prehod iz glavnega dela jamskega sistema v Jamo pri koritu. Premogov prah v jami ostaja in se le počasi izpira. Sledove rudniške dejavnosti se zaznava v obliki močne prisotnosti sulfatov v vodi, ki se pretaka skozi Željnske jame. Komunalna opremljenost Šalke vasi se je v Željnskih jamah odrazila v znatno izboljšani kemični kakovosti vode, v jame pa se zopet vrača življenje.
Del Željnskih jam je bil, na mestu sedanjega lovskega doma, uničen z vzpostavitvijo kamnoloma apnenca.

## Dostop
Iz Kočevja se napotimo v smeri Šalke vasi oz. Željn. V vasi Željne zavijemo po prednostni cesti desno proti Kočevskemu rogu. Pred koncem vasi nas usmerjevalna tabla usmeri desno na manjše urejeno parkirišče. Nadaljujemo peš po označeni poti urejeni v letu 2017 (2018?) mimo široke depresije zapolnjene s premogovim prahom, Jame pri koritu in dalje navzgor mimo številnih udorov v smeri Šalke vasi. Pred njo zavijemo desno in po nekaj deset metrih se znajdemo pred vhodom v Ciganske jame (del Željnskih jam). Pešpot je dolga cca. 10 min. Tam so tudi informacijske table z načrtom jame.